# Liman (barco)
Liman (en ruso: Лиман) fue un buque de inteligencia naval de Rusia que se hundió después de una colisión en 2017 que no provocó víctimas.

## Hundimiento

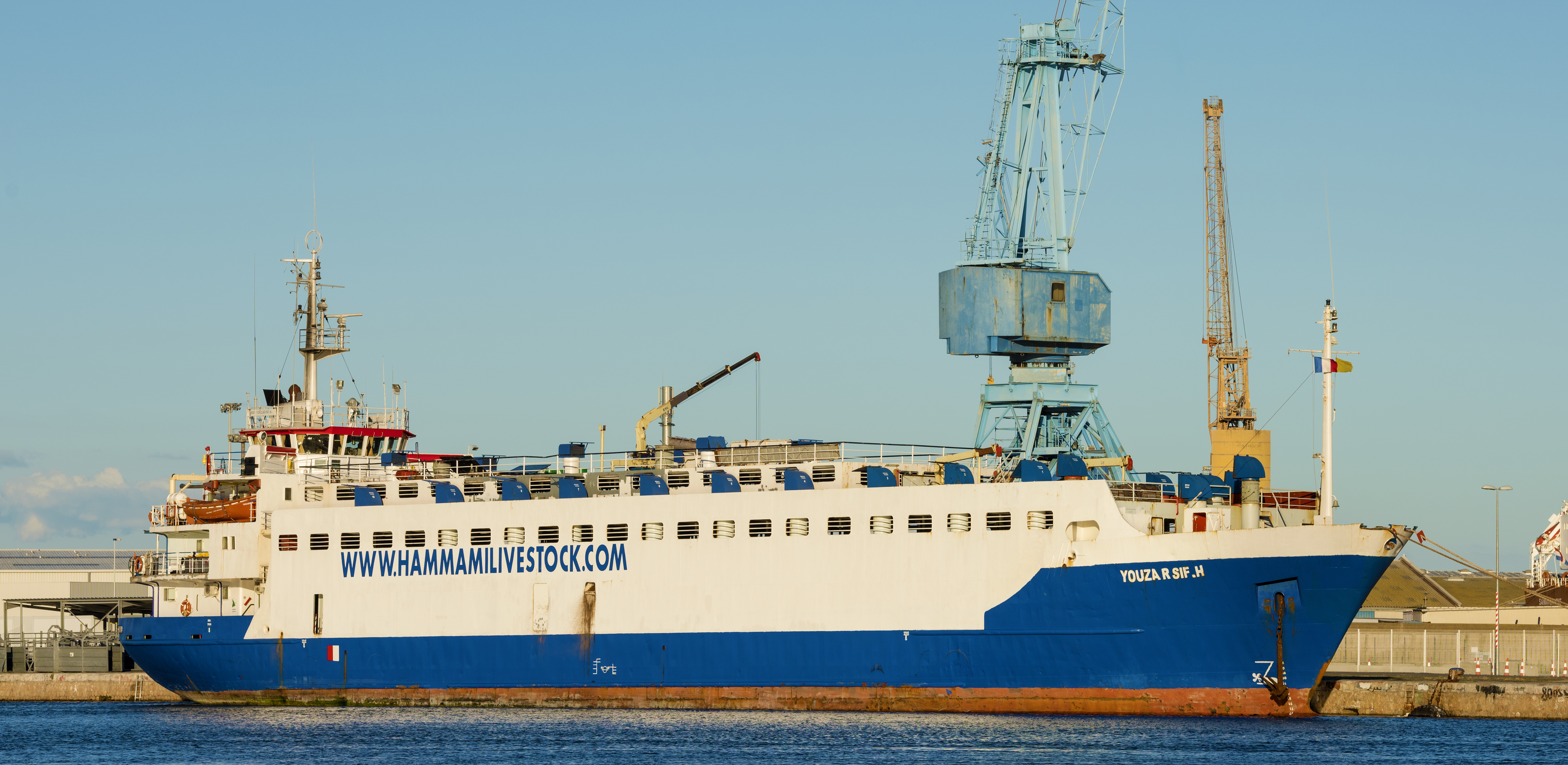
El Youzarsif H en 2015

El 27 de abril de 2017, el buque se hundió en el mar Negro tras una colisión contra el Youzarsif H, un carguero de ganado con bandera de Togo que se dirigía a Jordania desde Rumania. La ubicación de la colisión fue a 29 kilómetros (16 millas náuticas) de Kilyos.
No se conocía la ruta del barco ruso. Sin embargo, en febrero, fuentes militares indicaron que el Liman estaba observando las maniobras navales de la OTAN en el mar Negro durante el ejercicio Sea Shield. En el momento en que se hundió, el barco llevaba una tripulación de 78 personas, todas las cuales fueron rescatadas. Más tarde, toda la tripulación fue transferida al carguero ruso Ulus Star. Youzarsif H procedió a regresar al puerto de Midia, Rumania, debido a preocupaciones sobre el bienestar del ganado que transportaba. Una vez en el puerto, las ovejas transportadas fueron transferidas a otro barco. Tras comprobar los daños, se estableció que el carguero sólo sufrió daños menores en la proa.
El 3 de mayo, Rusia envió los barcos de rescate SB-739 y Seliger a la zona donde se hundió el Liman para intentar rescatar equipo sensible del barco o incluso sacar a flote el buque, que se hundió en aguas internacionales.